# Gran Premio de Bélgica de Motociclismo de 1952
El Gran Premio de Bélgica de Motociclismo de 1952 fue la cuarta prueba de la temporada 1952 del Campeonato Mundial de Motociclismo. El Gran Premio se disputó el 6 de julio de 1952 en el Circuito de Spa.

## Resultados 500cc
Umberto Masetti ganó su segunda carrera consecutiva de 500cc y Geoff Duke quedó segundo por segunda vez, seguido de cerca por Ray Amm. Jack Brett quedó cuarto con la AJS E95, pero AJS probablemente hubiera preferido dejar pasar a Rod Coleman. Coleman, que fue más fuerte en el Mundial, terminó justo detrás de él, muy por delante de Gilera de Nello Pagani. MV Agusta se quedó de nuevo con las manos vacías: tanto Les Graham como Carlo Bandirola se retiraron.
| Pos.    | Piloto            | Moto      | Tiempo/Retirado | Puntos |
| ------- | ----------------- | --------- | --------------- | ------ |
| 1       | Umberto Masetti   | Gilera    | 1h 13:40.0      | 8      |
| 2       | Geoff Duke        | Norton    | + 2.0           | 6      |
| 3       | Ray Amm           | Norton    | + 3.0           | 4      |
| 4       | Jack Brett        | AJS       | + 2:28.0        | 3      |
| 5       | Rod Coleman       | AJS       | + 2:30.0        | 2      |
| 6       | Nello Pagani      | Gilera    | + 3:50.0        | 1      |
| 7       | Auguste Goffin    | Norton    | + 1 Vuelta      |        |
| 8       | Robin Sherry      | Norton    | + 1 Vuelta      |        |
| 9       | Lous van Rijswijk | Norton    | + 1 Vuelta      |        |
| 10      | Francis Basso     | Norton    | + 1 Vuelta      |        |
| 11      | Humphrey Ranson   | Norton    | +2 Vueltas      |        |
| 12      | Edouard Texidor   | Norton    | +2 Vueltas      |        |
| Ret     | Ernie Ring        | Matchless | Ret             |        |
| Ret     | Alfredo Milani    | Gilera    | Ret             |        |
| Ret     | Tommy Wood        | Norton    | Ret             |        |
| Ret     | Carlo Bandirola   | MV Agusta | Ret             |        |
| Ret     | Bill Lomas        | AJS       | Ret             |        |
| Ret     | Reg Armstrong     | Norton    | Ret             |        |
| Ret     | Charles Bruguiere | Norton    | Ret             |        |
| Ret     | Leslie Graham     | MV Agusta | Ret             |        |
| Ret     | Ken Mudford       | Norton    | Ret             |        |
| Ret     | Firmin Dauwe      | Norton    | Ret             |        |
| Ret     | Les Daer          | Norton    | Ret             |        |
| Ret     | Lo Simons         | Norton    | Ret             |        |
| Ret     | Geoffrey Read     | Norton    | Ret             |        |
| Ret     | Tony McAlpine     | Norton    | Ret             |        |
| Ret     | Phil Heath        | Vincent   | Ret             |        |
| Fuente: |                   |           |                 |        |

## Resultados 350cc
Geoff Duke ganó su cuarta carrera consecutiva y ya le proclamó campeón del Mundo. Su compañero de equipo Reg Armstrong teóricamente podría llegar a 43 puntos, pero tendría que eliminar tres resultados, lo que le costaría otros 13 puntos. El ex campeón del mundo Les Graham finalmente anotó su primer punto con la obsoleta Velocette KTT Mk VIII.
| Pos. | Piloto                 | Moto      | Tiempo/Retirado | Puntos |
| ---- | ---------------------- | --------- | --------------- | ------ |
| 1    | Geoff Duke             | Norton    |                 | 8      |
| 2    | Ray Amm                | Norton    |                 | 6      |
| 3    | Reg Armstrong          | Norton    |                 | 4      |
| 4    | Jack Brett             | AJS       |                 | 3      |
| 5    | Bill Lomas             | AJS       |                 | 2      |
| 6    | Leslie Graham          | Velocette |                 | 1      |
| 7    | Sid Lawton             | AJS       |                 |        |
| 8    | Auguste Goffin         | Norton    |                 |        |
| 9    | Tommy Wood             | Norton    |                 |        |
| 10   | Ernie Ring             | AJS       |                 |        |
| 11   | Robin Sherry           | AJS       |                 |        |
| 12   | William Hall           | Velocette |                 |        |
| 13   | Tony McAlpine          | Norton    |                 |        |
| 14   | Ken Mudford            | AJS       |                 |        |
| 15   | David Stevenson        | AJS       |                 |        |
| 16   | Les Dear               | AJS       |                 |        |
| 17   | Jacques Raffeld        | AJS       |                 |        |
| 18   | Raoul Gerrebos         | AJS       |                 |        |
| 19   | Francis Basso          | AJS       |                 |        |
| 20   | Robin Fitton           | Velocette |                 |        |
| 21   | Astère van Fleteren    | AJS       |                 |        |
| 22   | Lo Simons              | Velocette |                 |        |
| 23   | Hans Baltisberger      | AJS       |                 |        |
| Ret  | Arthur Wheeler         | Velocette | Ret             |        |
| Ret  | Leonardus van Rijswijk | Velocette | Ret             |        |
| Ret  | Firmin Dauwe           | Velocette | Ret             |        |
| Ret  | Sidney Mason           | Velocette | Ret             |        |
| Ret  | Charlie Bruguiere      | AJS       | Ret             |        |
| Ret  | Phil Heath             | AJS       | Ret             |        |
| Ret  | Rod Coleman            | AJS       | Ret             |        |